# Jean-Pierre Kahane
Jean-Pierre Kahane   (12è districte de París, 11 de desembre de 1926 - 14è districte de París, 21 de juny de 2017) va ser un matemàtic francès.

## Vida i obra
Kahane va ser el primer dels tres fills del bioquímic jueu d'origen romanès, Ernest Kahane, home de fortes creences racionalistes. Durant l'ocupació alemanya de la Segona Guerra Mundial va tenir problemes amb les autoritats i va arribar a ser internat al camp de concentració de Royallieu-Compiègne el desembre de 1941, però en va sortir ràpidament, probablement per la seva edat (tenia quinze anys). Va fer els estudis secundaris i preparatoris al prestigiós Liceu Henri IV i el 1946 va ingressar a l'École Normale Supérieure, en la qual es va graduar el 1949, el primer de la seva promoció. A continuació ingressa al CNRS on prepara la seva tesi doctoral sota la direcció de Szolem Mandelbrojt.
El 1954, després de doctorar-se, va ser nomenat professor de la universitat de Montpeller en la qual va romandre fins al 1961 quan va ser traslladat a la Facultat de Ciències d'Orsay, que el 1971 es va convertir en universitat de París Sud (i actualment és la universitat de París-Saclay), en la qual va fer tota la seva carrera acadèmica fins que es va retirar el 1994, tot i que hi va romandre com professor emèrit.
Al marge dels seus treballs com matemàtic, Kahane va desenvolupar nombroses tasques socials socials, administrativas i polítiques, essent president de diverses organitzacions i de la pròpia universitat, així com sent membre del comitè central del Partit Comunista Francès (1979-1994), encarregat de la política científica i de recerca.
Kahane té una obra copiosa: el MathSciNet li assigna uns dos-cents articles científics, onze llibres i més d'un centenar de ressenyes. Era una persona de cultura extensa, atenta al discurs dels filòsofs, lliurant-se al plaer de jugar amb les paraules i els conceptes i no sense humor, inclòs a la pràctica científica. També es va dedicar a l'estudi dels problemes que presenta l'ensenyament de les matemàtiques, essent el cap de la comissió que va elaborar el Rapport al ministre d'educació nacional sobre l'ensenyament de les matemàtiques a França de l'any 2002.
En matemàtiques, els seus principals camps de treball van ser:
1. l'anàlisi harmònica i les sèries de Fourier
2. els mètodes probabilístics a l'anàlisi matemàtica: el moviment brownià i la construcció de fractals
3. els mètodes d'anàlisi harmònica a la teoria analítica de nombres
4. les martingales de Mandelbrot i la teoria del caos

També va sentir una gran passió per la història de les matemàtiques, que es veu reflectida en molts dels seus articles científics.